# Alberto Costa (Bischof)
Alberto Costa (* 15. März 1873 in Santa Croce di Zibello; † 2. August 1950) war ein italienischer Geistlicher und Bischof von Lecce.

## Leben
Die Priesterweihe empfing er am 19. September 1896 durch Giovanni Battista Tescari, den Bischof von Fidenza.
Am 4. Januar 1912 wurde Alberto Costa von Papst Pius X. zum Bischof von Melfi und Rapolla ernannt. Die Bischofsweihe spendete ihm am 28. April 1912 in der Kathedrale von Fidenza der Bischof von Fidenza Leonida Mapelli; Mitkonsekratoren waren Andrea Righetti, Bischof von Carpi, und Angelo Antonio Fiorini, Bischof von Pontremoli. Er wurde am 30. April 1924 Bischof von Venosa und am 7. Dezember 1928 Bischof von Lecce.
Alberto Costa starb am 2. August 1950 und wurde in der Kathedrale von Lecce beigesetzt.